# Tour de Chihuahua
Le Tour de Chihuahua (en espagnol : Vuelta a Chihuahua) est une course cycliste par étapes disputée dans l'État de Chihuahua, au Mexique. Créé en 2006, le Tour fait partie de l'UCI America Tour en catégorie 2.2 jusqu'en 2008 puis en catégorie 2.1 en 2009. Depuis 2010, il ne fait plus partie du calendrier UCI.

## Histoire
Le Tour de Chihuahua est créé en 2006. Cette première édition est remportée par l'Espagnol Luis Pérez Romero, de l'équipe Andalucia-Paul Versan.
En 2007, le Tour du Chihuahua accueille pour la première fois une équipe ProTour : Saunier Duval-Prodir. Celle-ci est également la seule formation de ce niveau lors de l'édition suivante. En 2008, le Tour du Chihuahua sponsorise l'équipe Saunier Duval-Scott. La course est remportée en 2007 et 2008 par l'Espagnol Francisco Mancebo. L'édition 2008 est l'occasion d'un bref retour à la compétition du Mexicain Raúl Alcalá.
En 2009, la quatrième édition du Tour de Chihuahua ouvre le calendrier de l'UCI America Tour 2010 et est promue en catégorie 2.1. Elle attire deux équipes ProTour (Caisse d'Épargne et Fuji-Servetto). Son parcours est moins montagneux. Óscar Sevilla remporte la course.
Invoquant des changements politiques dans la région, l'édition 2010 est remplacée par un critérium disputé sur une seule journée.

## Palmarès
| Année | Vainqueur            | Deuxième        | Troisième             |
| 2006  | Luis Pérez Romero    | Jesús Zárate    | Fausto Esparza Muñoz  |
| 2007  | Francisco Mancebo    | Christian Meier | Antonio Aldape        |
| 2008  | Francisco Mancebo    | Gregorio Ladino | Iker Camaño           |
| 2009  | Óscar Sevilla        | Gregorio Ladino | Rui Costa             |
| 2010  | Alexandre Vinokourov | Andy Schleck    | Samuel Sánchez        |
| 2011  | Gonzalo Garrido      | Luis Pulido     | Carlos López González |

## Statistiques
| Victoires | Coureur           | Pays    | Années       |
| --------- | ----------------- | ------- | ------------ |
| 2         | Francisco Mancebo | Espagne | 2007 et 2008 |

| Victoires | Pays             |
| --------- | ---------------- |
| 4         | Espagne          |
| 1         | Chili Kazakhstan |